# 80e régiment de fusiliers « von Gersdorff » (régiment de fusiliers électoral hessois)
Pour les articles homonymes, voir 80e régiment.
Le 80e régiment de fusiliers « von Gersdorff » (régiment de fusiliers électoral hessois) est une unité d'infanterie de l'armée prussienne.

## Histoire

### Armée électorale de Hesse
L'unité est créée en 1821, après l'arrivée au pouvoir de l'électeur Guillaume II, sous la désignation régiment du corps de la Garde, à partir des deux régiments de grenadiers du corps de la Garde et de grenadiers de la Garde, créés le 22 novembre 1813 dans le cadre de l'armée électorale de Hesse (de) de l'électorat de Hesse.
Le 2e bataillon du régiment est utilisé dans la guerre contre le Danemark en 1849.

### Armée prussienne

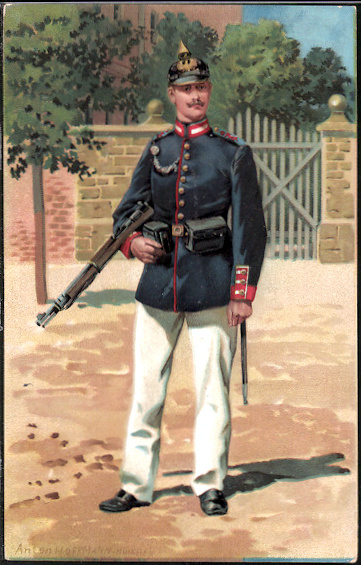
Fusilier en tenue de garde vers 1900 (aquarelle d')

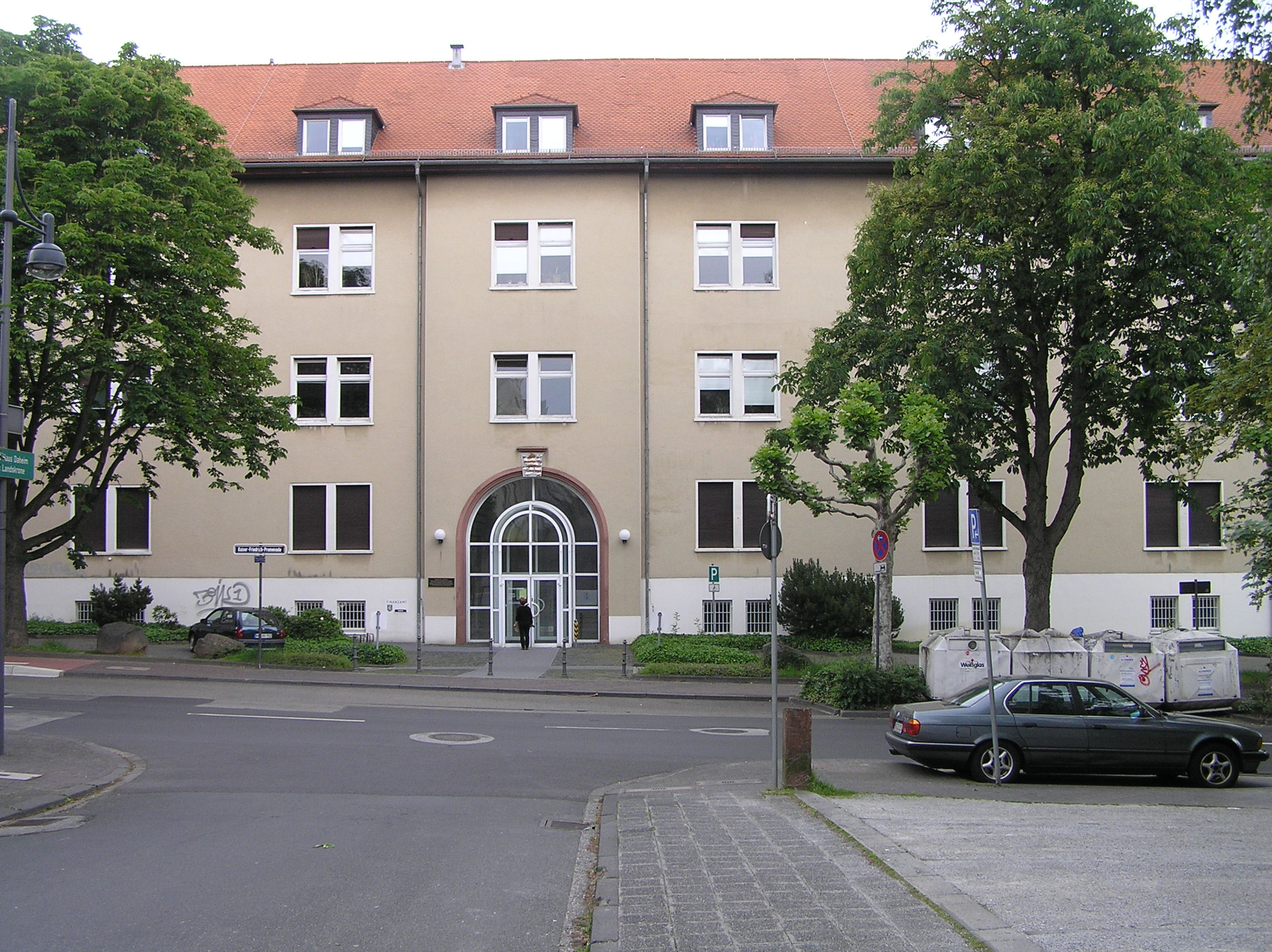
Caserne à Bad Hombourg - aujourd'hui le bureau des impôts

Après l'annexion de l'électorat de Hesse par la Prusse en 1866, le régiment du Corps de la Garde (de) est transféré à l'armée prussienne et reformé par AKO du 30 octobre 1866. Il se forme à partir de la base de l'ancien régiment ainsi que de compagnies des 31e, 32e, 71e et 72e (de) régiments d'infanterie. Le 5 novembre 1867, il est rebaptisé 80e régiment de fusiliers hessois. Un nouveau changement de nom est annoncé le 27 janvier 1889. En mémoire du lieutenant-général Hermann von Gersdorff, mort à la bataille de Sedan en 1870 pendant la guerre contre la France, le régiment porte son nom et s'appelle désormais 80e régiment de fusiliers « von Gersdorff » (régiment de fusiliers hessois).

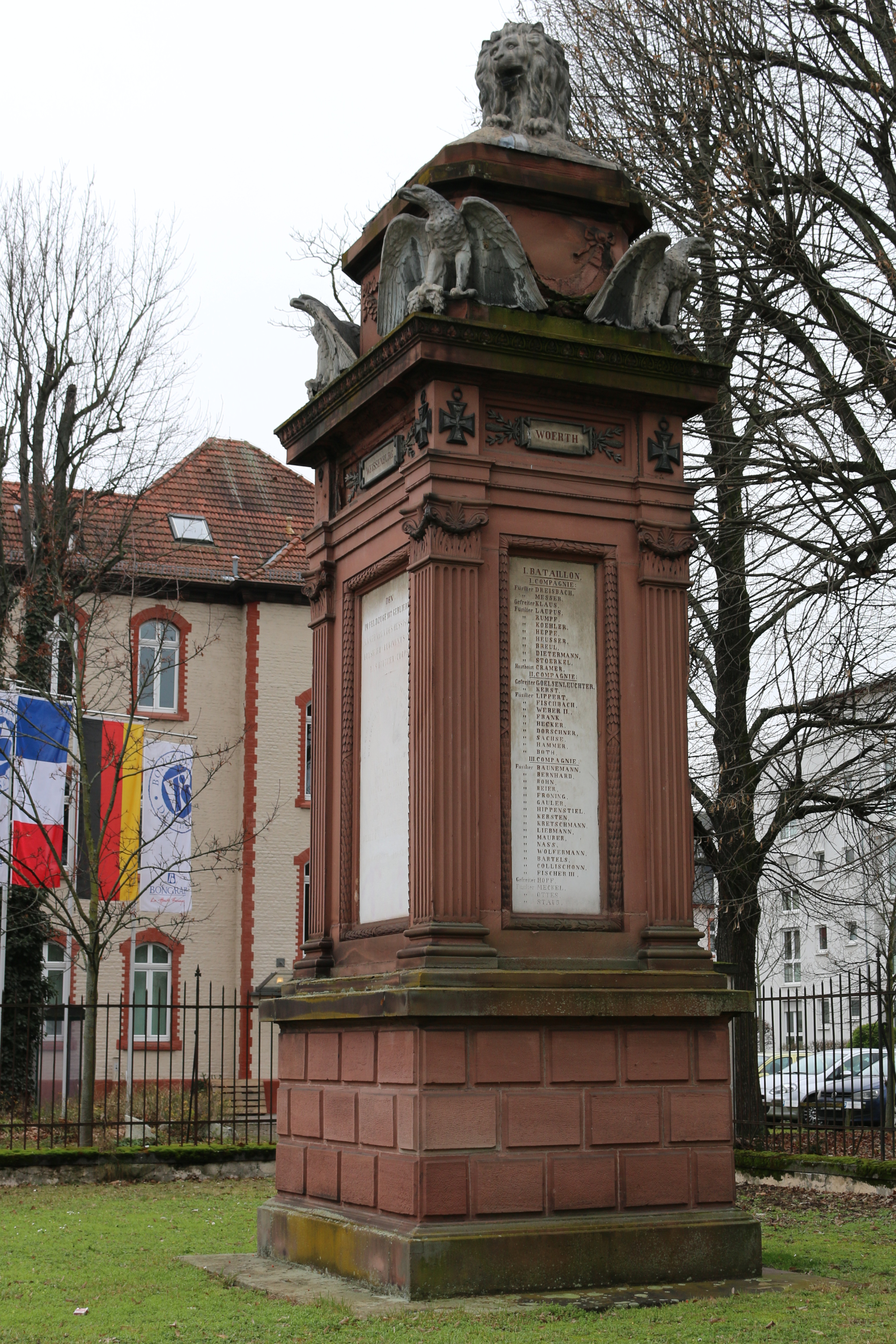
Monument à la mémoire de l'engagement dans la guerre franco-prussienne de 1870/71 devant la caserne de Gersdorff dans le quartier d'Europaviertel à Wiesbaden sur Schiersteiner Straße

Pour célébrer le 25e anniversaire de son existence en tant que régiment prussien, le régiment de Wiesbaden se voit attribuer le Théâtre Royal pour la cérémonie du 29 octobre 1891. Le prologue et les descriptions explicatives des tableaux vivants sont rédigés par Harry von Wright (de), aide de camp du régiment à l'époque. Ce dernier a également lit le prologue, tandis que les explications des images sont prononcées par l'acteur de la cour Köchy.
Par AKO du 27 janvier 1902, la référence régionale est modifiée et l'unité s'appelle désormais 80e régiment de fusiliers « von Gersdorff » (régiment de fusiliers électoral hessois) jusqu'à sa dissolution.

#### Guerre franco-prussienne
Lors de la guerre franco-prussienne de 1870/71, le régiment participe aux batailles de Wissembourg (4 août), Frœschwiller-Wœrth (6 août), Berline (1er septembre), ainsi qu'à partir du 22 septembre 1870 au 28 janvier 1871 participe à l'encerclement et au siège de Paris. Le mémorial aux morts des membres du régiment de la guerre est inauguré le 16 décembre 1874 dévoilé sur le terrain de parade du régiment de Wiesbaden. Le 31 décembre, les plaques commémoratives sont posées dans l'église du marché, selon l'AKO du 2 septembre 1873, pour ceux qui sont morts lors de la guerre de 1870/71 des 80e et 87e (de) régiments d'infanterie et du 27e régiment d'artillerie de campagne .

#### Révolte des Boxers
À l'occasion de la révolte des Boxers, un officier, trois sous-officiers et 53 fusiliers du régiment se portent volontaires pour le service en Chine.

#### Sud-Ouest africain allemand
Lorsque les soulèvements Herero et Nama sont réprimés, les membres du régiment se sont à nouveau portés volontaires. En 1904/06, trois officiers, deux médecins, huit sous-officiers et 17 fusiliers sont envoyés en Sud-Ouest africain allemand.

#### Première Guerre mondiale
Au début de la Première Guerre mondiale, le régiment se mobilise le 2 août 1914. Il forme, avec le 81e régiment d'infanterie (de), le 42e brigade d'infanterie au sein de la 21e division d'infanterie et le 18e corps d'armée. Le régiment est déployé sur les fronts ouest et est.

### Après-guerre
Après la fin de la guerre, les restes du régiment rentrent chez eux, où la démobilisation a lieu du 26 décembre 1918 au 3 janvier 1919 à Braunfels. L'état-major et le 1er bataillon rejoignent le corps franc "Hessen-Nassau". Un détachement de volontaires est formé à partir d'autres parties du régiment, qui est utilisé dans la Garde-frontière Est.
Avec la formation de la Reichswehr provisoire, l'état-major et le 1er bataillon sont ensuite transférés au 22e régiment d'infanterie de la Reichswehr.
La tradition est perpétuée dans la Reichswehr à partir du 24 août 1921 par la 12e compagnie du 15e régiment d'infanterie.
À Bad Hombourg, le monument du 80 (de) commémore le régiment.

## Chefs de régiment
Jusqu'en 1866, l'électeur régnant de Hesse est à la tête du régiment. Après cela, ce sont des personnalités nommées par le roi de Prusse.
| Grade                | Nom                            | Date                                |
| -------------------- | ------------------------------ | ----------------------------------- |
| général d'infanterie | Leopold Hermann von Boyen      | 16 juin 1871 au 19 février 1886     |
|                      | Impératrice Victoria,          | 18 octobre 1897 au 5 août 1901      |
|                      | Princesse Marguerite de Prusse | 10 août 1901 jusqu'à la dissolution |

## Commandants
| Grade                 | Nom                                         | Date                                  |
| --------------------- | ------------------------------------------- | ------------------------------------- |
| Oberstleutnant/Oberst | Gebhard von Colomb                          | 30 octobre 1866 au 19 juin 1871       |
| Oberstleutnant/Oberst | Konstantin Ernst Thilo von Kaweczynski (de) | 20 juin 1871 au 10 janvier 1876       |
| Oberst                | Ludwig Alfons August von Thompson (de)      | 11 janvier 1876 au 10 février 1882    |
| Oberst                | Ewald von Keyserlingk                       | 11 février 1882 au 24 janvier 1887    |
| Oberst                | Hugo von Saß-Jaworski                       | 25 janvier 1887 au 24 mars 1890       |
| Oberst                | Friedrich von Gersdorff (de)                | 25 mars 1890 au 7 mai 1892            |
| Oberst                | Hubert von Weise (de)                       | 8 mai 1892 au 14 février 1896         |
| Oberst                | Erich Lölhöffel von Löwensprung (de)        | 15 février 1896 au 21 mai 1899        |
| Oberst                | Paul von Dassel                             | 22 mai 1899 au 26 janvier 1900        |
| Oberst                | Karl von Wachter (de)                       | 27 janvier 1900 au 25 avril 1901      |
| Oberst                | Albano von Jacobi                           | 18 mai 1901 au 21 avril 1905          |
| Oberst                | Richard von Süßkind-Schwendi                | 22 avril 1905 au 20 mai 1907          |
| Oberst                | Richard von Conta                           | 21 mai 1907 au 19 mars 1911           |
| Oberst                | Wolfgang Treusch von Buttlar-Brandenfels    | 20 mars 1911 au 30 septembre 1913     |
| Oberst                | Max Joachim von Hake                        | 1er octobre 1913 au 11 septembre 1914 |
| Oberst                | Adolf Braun                                 | 12 septembre 1914 au 8 janvier 1916   |
| Oberstleutnant        | Kurt Nickisch von Rosenegk                  | 9 janvier 1916 au décembre 1918       |
| Oberst                | Max Olfenius                                | 1919 (dissolution)                    |